# Landschaftsschutzgebiet Attendorn-Heggen-Helden, Typ A
Das Landschaftsschutzgebiet Attendorn-Heggen-Helden, Typ A mit 6.129,62 ha Flächengröße liegt im Kreis Olpe. Es wurde 2006 durch den Kreistag des Kreises Olpe als Landschaftsschutzgebiet (LSG) vom Typ A (Allgemeiner Landschaftsschutz) mit dem Landschaftsplan Nr. 2  Elsper Senke–Lennebergland ausgewiesen. Das LSG befindet sich auf dem Gebiet von Attendorn und Finnentrop. Das LSG geht bis an Siedlungsränder.

## Beschreibung
Das LSG umfasst großflächig Flächen in Lennestadt, welche außerhalb vom Bebauungsbereich und anderen Schutzgebieten mit strengeren Auflagen liegen. Im LSG liegen hauptsächlich Waldbereiche, Grünland und Acker. Auch kleinere Bereiche mit Weihnachtsbaum-, Schmuckreisig- und Baumschul-Kulturen befinden sich im LSG. Die Wälder haben meist eine Fichten- oder Buchenbestockung.

## Schutzzweck
Die Ausweisung erfolgte zur Sicherung und Erhaltung der natürlichen Erholungseignung und der Leistungsfähigkeit des Naturhaushaltes gegenüber den vielfältigen zivilisatorischen Ansprüchen an Natur und Landschaft.

## Rechtliche Vorschriften
Im Landschaftsschutzgebiet ist unter anderem das Errichten von Bauten und das ableiten von Grundwasser, auch bei Staunässe, verboten.
Erstaufforstungen und auch die Neuanlage von Weihnachtsbaumkulturen, Schmuckreisig- und Baumschulkulturen unterliegen einer behördlichen Genehmigung der Unteren Naturschutzbehörde.